# De Lammerenberg
De Lammerenberg was een kruitmolen te Buiksloot, die zich bevond aan het Noordhollands Kanaal.
Het is niet bekend wanneer deze molen werd gebouwd. In 1807 stond hij bekend als Kruitmolen nr. 4. De buskruitmakerij werd aangedreven door een rosmolen.
Een samenwerking van buskruitmakers kwam tot stand op 1 mei 1843 en droeg de firmanaam “de Vereenigde Buskruid-fabrikatie”. 
Hieraan werd deelgenomen door 4 participanten: 
J.J. Bredius van “de Krijgsman” (Molen nr. 2), 
L.G. van Hoorn van “de Oude Molen” (Molen nr. 3) bij Ouderkerk en Molen nr. 8 bij Utrecht, 
J.W.F. Stavorinus van “de Lammerenberg” (Molen nr. 4) bij Buiksloot en 
J. Holmes van de Molen nr. 6 bij Nieuwendam. 
De Vereenigde Buskruidfabrikatie is de voorloper van Muiden Chemie. In 1848 werd de molen stilgelegd en de productie in Muiden voortgezet.